# Labatut (Ariège)
Labatut è un comune francese di 137 abitanti situato nel dipartimento dell'Ariège nella regione dell'Occitania.

## Società

### Evoluzione demografica
Abitanti censiti